# Nauru Bwiema
"Nauru Bwiema" ("Nauru, Nossa Pátria") é o hino nacional de Nauru. Margaret Hendrie escreveu a letra e Laurence Henry Hicks compôs a música. Nauru adotou o hino em 1968, ano da sua independência.